# 东溪 (晋江支流)

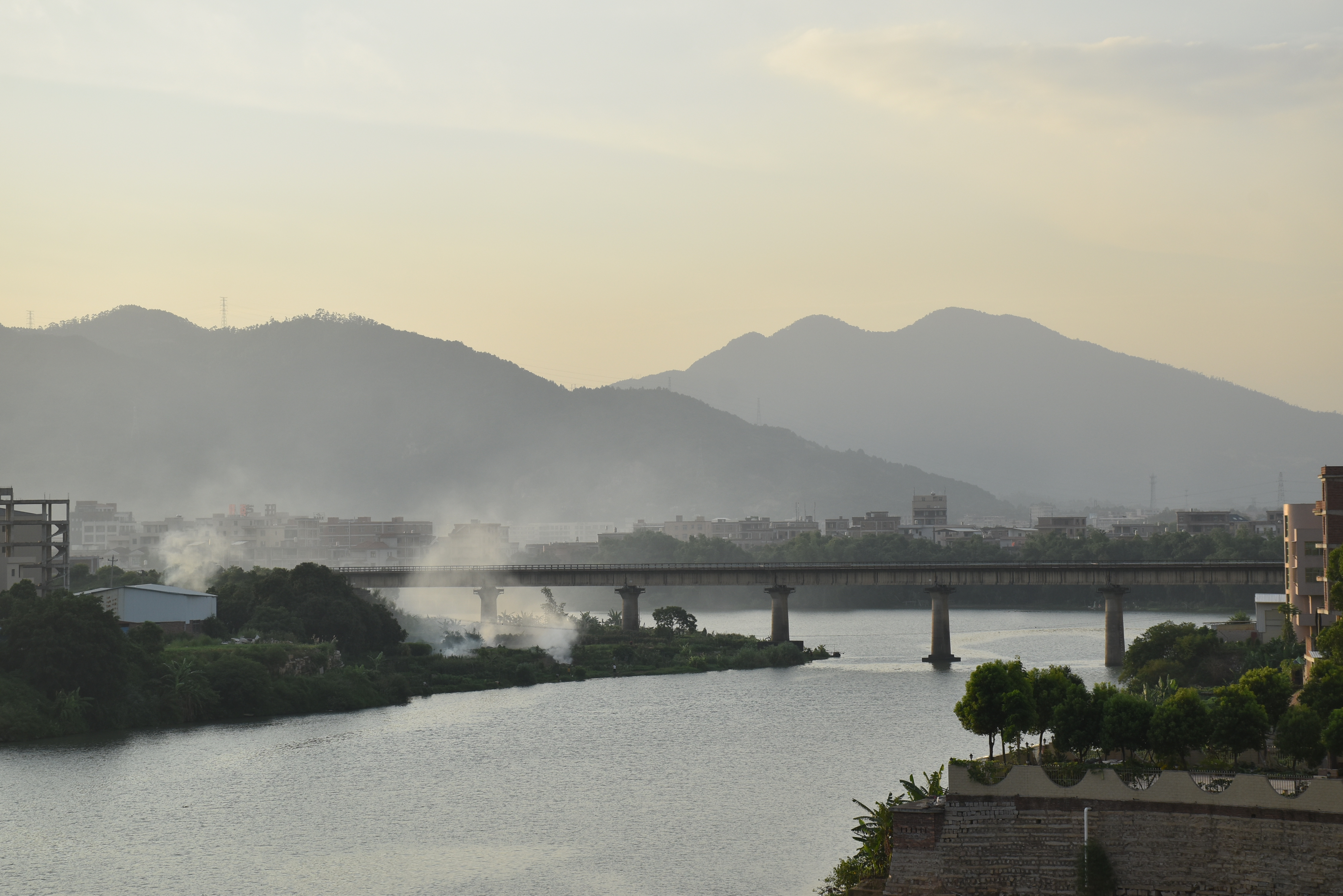
位于南安市美林街道金枝村与英山村之间的漳泉肖铁路东溪大桥。

东溪是位于中华人民共和国福建省南部泉州市境内的一条河流，是晋江左岸支流。源流称锦斗溪，发源于永春县西北锦斗镇云路村附近雪山西北麓，蜿蜒向东南，流经锦斗镇、蓬壶镇（以下河段称桃溪）、达埔镇、石鼓镇、县城五里街镇和桃城镇、东平镇、东关镇等地后，注入南安市山美水库，出库后蜿蜒向南，流经梅山镇、洪濑镇、康美镇等地后，于丰州镇双溪村的双溪口与西溪汇合为晋江干流。河长120千米，流域面积1917平方千米，河道平均比降2.3‰。